# Orrtjärnen (Nås socken, Dalarna)
Orrtjärnen är en sjö i Vansbro kommun i Dalarna och ingår i Dalälvens huvudavrinningsområde.